# 1995 YN4
1995 YN4 är en asteroid i huvudbältet som upptäcktes den 23 december 1995 av de båda japanska astronomerna Takeshi Urata och Yoshisada Shimizu vid Nachi-Katsuura-observatoriet.
Asteroiden har en diameter på ungefär 10 kilometer och den tillhör asteroidgruppen Eos.